# 美合温泉
美合温泉（みあいおんせん）は、香川県仲多度郡まんのう町に湧出する冷鉱泉である。

## 泉質
- 単純二酸化炭素泉（低張性アルカリ性冷鉱泉）
  - 泉温　10.6℃

## 温泉地
阿讃山脈の麓、土器川上流に高級旅館の「湯山荘　阿讃琴南」が存在する。運営元はホテルニューアワジグループである。
周囲は徳島県境に近い山里である。日帰り入浴可能で、多種類の浴槽を備える。

## 歴史
前身は「ビレッジ美合館」（1988年創業、2014年閉業）であった
「ビレッジ美合館」の跡地を改装し、現在の「湯山荘　阿讃琴南」は2017年5月に開業した。

## アクセス
- JR土讃線・琴平駅よりバスで35分。バス停「勝川橋」下車徒歩1分。
- 徳島自動車道美馬ICより国道438号経由、坂出方面へ車で15分。